# Pålok
Pålok är ett lok som med egen förare assisterar ett tåg genom att skjuta på vid stora stigningar.
Begreppet ingår i järnvägens säkerhetssystem i Sverige. Det finns i Trafikverkets Trafikbestämmelser för järnväg (TTJ) eftersom påskjutning innebär särregler för säker manövrering.